# 106 a.C.
Il 106 a.C. (CVI a.C. in numeri romani) è un anno  del II secolo a.C.

## Eventi
- I Romani, al comando di Gaio Mario, vincono la Guerra Giugurtina

## Nati
- 3 gennaio - Marco Tullio Cicerone, avvocato, politico e scrittore romano († 43 a.C.)
- 29 settembre - Gneo Pompeo Magno, militare e politico romano († 48 a.C.)
- Gaio Antonio Ibrida, politico romano
- Decimo Laberio, drammaturgo romano († 43 a.C.)